# Serridslev
 Ikke at forveksle med  Serritslev.
Serridslev var en landsby, som havde jorder, hvor Østerbro og Nørrebro i dag ligger, men man ved ikke, hvor selve landsbyen var placeret. Serridslev nævnes første gang i et dokument fra 1186, hvor pave Urban 3. godkender at biskop Absalon skænker en række landsbyer (heriblandt Havn og Serridslev) til Roskilde Domkirke. Landsbyen blev nedlagt i 1523, og København overtog dens jorder.[kilde mangler]
Under navnet Serritslev lader Johannes V. Jensen sin historiske roman Kongens Fald begynde ved Serritslev: "Vejen bøjede tilvenstre over en Bro og ind gennem Serritslev By".
Landsbyen er som "Serretslev" vist på kortet Topographia Hafniæ 1520 der er gengivet i Erich Pontoppidans bog Origines Hafniensis eller Den kongelige Residentz-stad Kiøbenhavn fra 1760.
Her angives landsby til at ligge umiddelbart udenfor Nørreport.
Som "Serritslev" er landsby også at se i forgrunden på kobberstikket Hafnia Anno 1520, der også er angivet i Pontoppidans bog.